# Xe corps (armée de l'Union)
Le Xe corps est un corps d'armée de l'armée de l'Union pendant la guerre de Sécession. Il sert pendant les opérations en Caroline du Sud dans le département du Sud, et plus tard dans l'armée de la James de Benjamin Butler, lors des campagnes de Bermuda Hundred et de Petersburg.

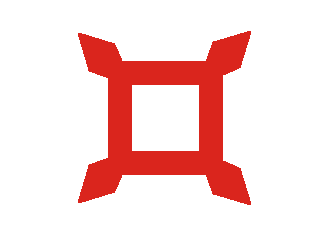
Insigne de la 1st division du X corps de l'armée de l'Union

## Histoire
Le corps est officiellement créé le 13 septembre 1862, constitué de la majorité des troupes de l'Union opérant en Caroline du Sud et à l'est de la Géorgie (d'autres troupes, en Floride, sont officiellement sous son commandement, mais ne le sont pas dans les faits). Le corps est initialement commandé par Ormsby M. Mitchel, qui décède en octobre 1862. Il est remplacé par John Milton Brannan, David Hunter, Quincy Adams Gillmore, David B. Birney et Alfred H. Terry.
Le corps prend part à la plupart des opérations contre Charleston à partir de 1862–63, y compris les attaques sur James Island et Morris Island et la bataille de fort Wagner. D'autres éléments du corps basés en Floride, prennent part à la désastreuse bataille d'Olustee.
Au début de 1864, le corps, désormais dirigé par Gillmore, est transféré dans l'armée de la James. Il prend part aux opérations de Bermuda Hundred, et joue un rôle principal dans la désastreuse action de Drewry's Bluff. Il prend également part à l'attaque sur Cold Harbor en collaboration avec des unités de l'armée du Potomac, et le corps joue un rôle majeur lors des premiers stades de la campagne de Petersburg.
En décembre 1864, le corps est dissous ; son contingent blanc part pour le nouveau XXIVe corps, tandis que ses unités noires partent pour le XXVe corps. Un détachement de troupes de l'ancien X corps prennent part à l'attaque réussie sur le fort Fisher, Caroline du Nord, au début de 1865. Le X corps est « relancé », sous le commandement d'Alfred Terry, en mars 1865. Il est affecté au département de la Caroline du Nord sous les ordres de Schofield et fait partie de l'armée de Sherman à la suite de Bentonville. Après la reddition de Johnston, il sert principalement en service de garnison, en Caroline du Sud et en Géorgie jusqu'à ce qu'il soit dissous en août 1865.